# Friedhof der nichtexistierenden Friedhöfe

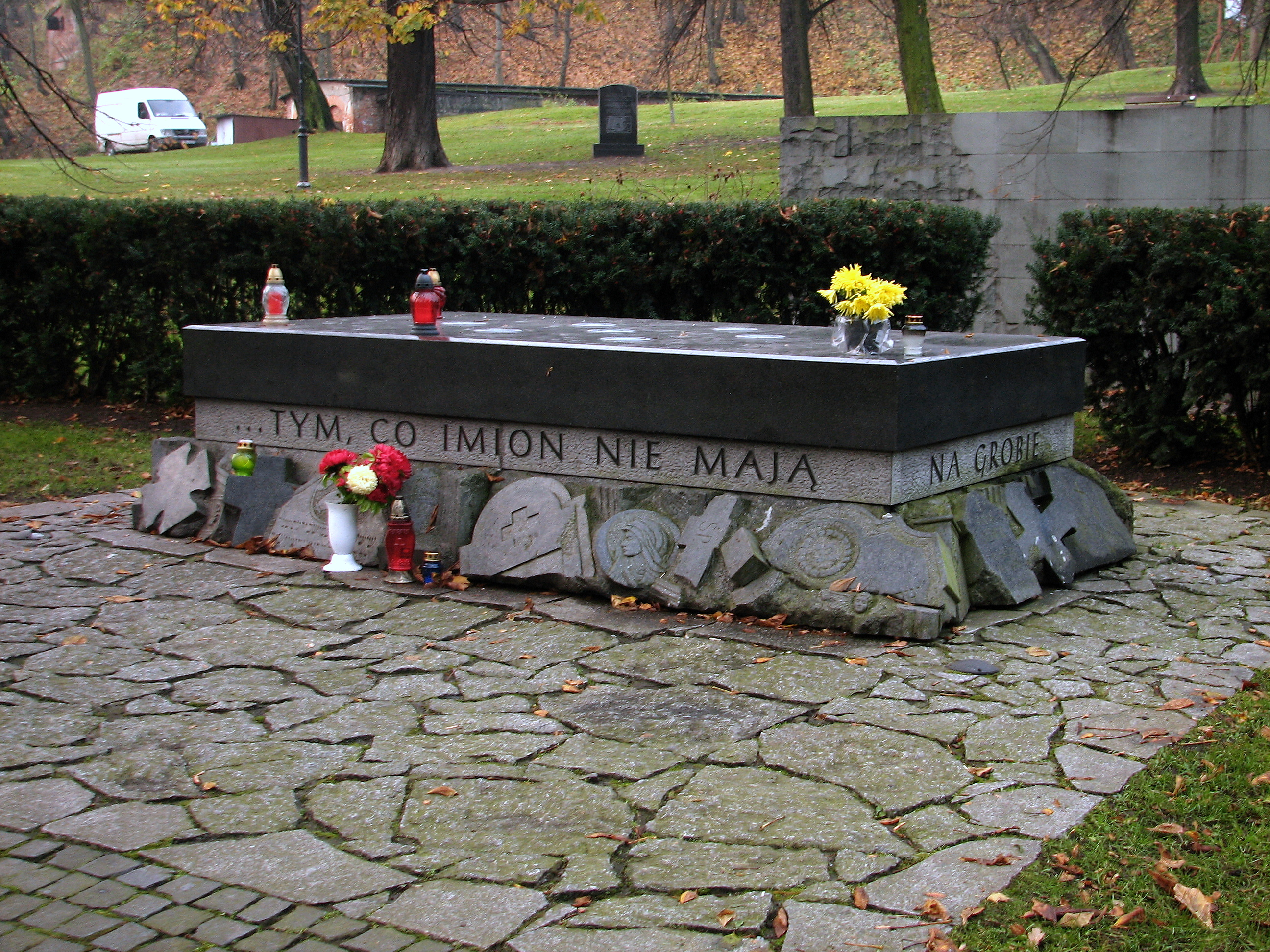
Sarkophag mit symbolischen Grabsteinen auf dem Friedhof der nichtexistierenden Friedhöfe, November 2010

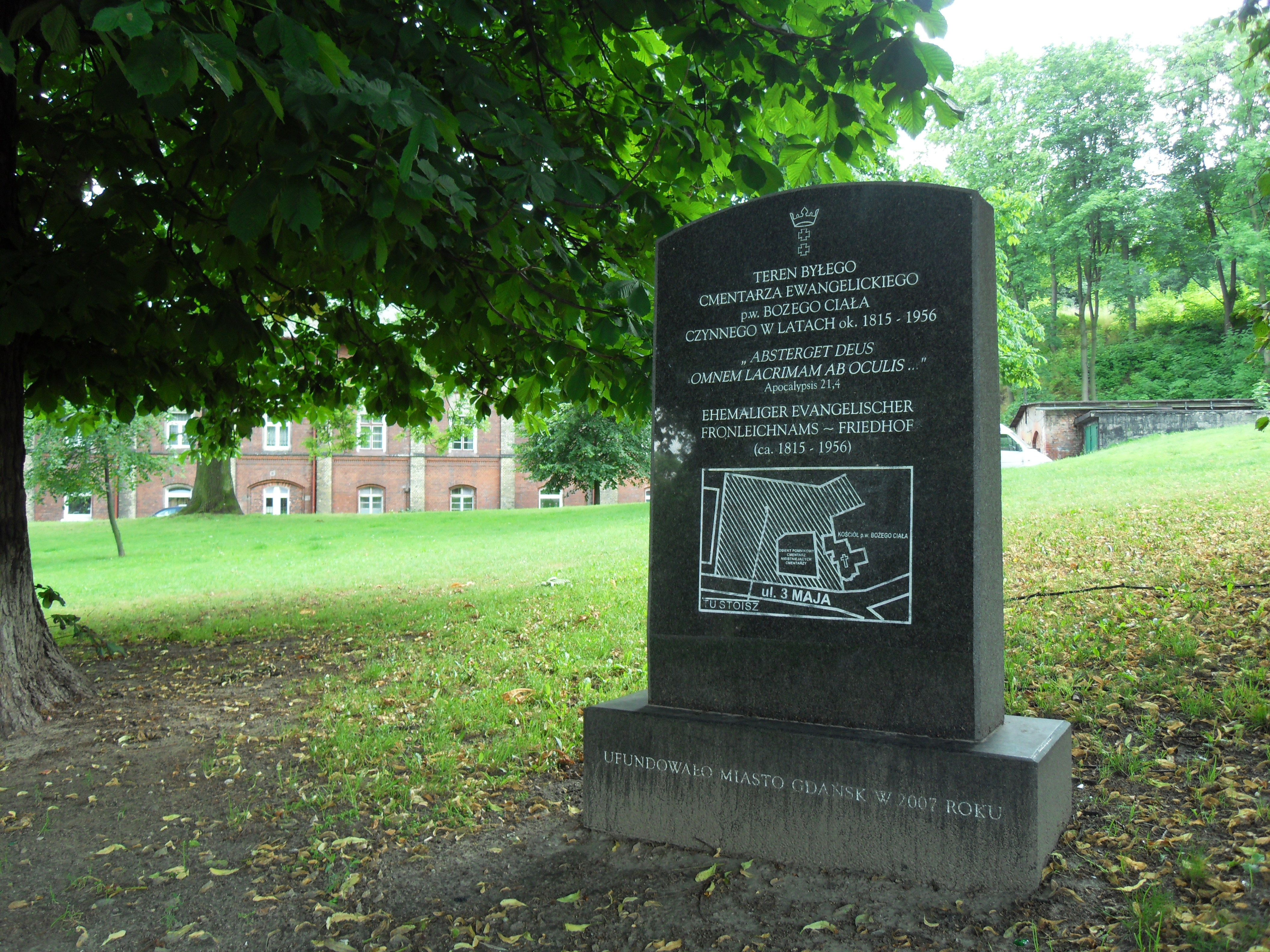
Gedenkstein für den nicht mehr existierenden Fronleichnamsfriedhof mit Standort des Friedhofs der nichtexistierenden Friedhöfe auf der ehemaligen Friedhofsfläche

Der Friedhof der nichtexistierenden Friedhöfe (polnisch Cmentarz Nieistniejących Cmentarzy) ist eine Gedenkstätte zur Erinnerung an die aufgelösten, überbauten und zerstörten Friedhöfe der unterschiedlichen Religionsgemeinschaften und der dort bestatteten Menschen in Gdańsk (Danzig). Die Gedenkstätte wurde 2002 eröffnet und befindet sich am Fuß des Hagelsberg, in der Nähe des Bahnhofs Gdańsk Główny, auf einem Teil des Geländes des ehemaligen evangelischen Fronleichnamsfriedhof, der im frühen 19. Jahrhundert angelegt wurde und bis 1956 bestand.
Im Mai 1998 beschloss die Stadt Gdańsk die Errichtung eines Denkmals, um die 27 nicht mehr existenten, aufgegebenen, überbauten, verwüsteten oder anderweitig zerstörten Friedhöfe als Teil der Stadtgeschichte zu erinnern. Am 31. Oktober 2000 fand die Grundsteinlegung der Anlage unter anderem mit Anwesenheit von Vertretern der katholischen Kirche, der jüdischen Gemeinde und der ökumenischen Bewegung statt. Die Gedenkstätte wurde am 24. Mai 2002 eingeweiht.
Die befriedete und mit Bäumen gesäumte Anlage greift den Innenbereich von Tempelanlagen auf. Sie wird durch einen Weg optisch getrennt, an dessen Ende sich ein Sarkophag befindet. Dieser ist an seinem Ansatz von symbolischen zerbrochenen Grabsteinen umrandet, die die nicht mehr existierenden Friedhöfe der unterschiedlichen Religionsgemeinschaften darstellen. Auf den vier Seiten des Sarkophags wird auf Polnisch ein Teil des Werks Kaddisch der deutschsprachigen Dichterin Mascha Kaléko zitiert:

„...TYM, CO IMION NIE MAJĄ NA GROBIE, A TYLKO BÓG JEDYNY WIE, JAK KTO SIĘ ZOWIE...”

„...DEN HUNDERTTAUSEND, DIE KEIN GRABSTEIN NENNT, UND DIE NUR GOTT ALLEIN BEI NAMEN KENNT...“

Zu jeder Seite des Weges befinden sich angedeutete Gräberfelder mit im Boden eingelassener historischen Grabsteinen unterschiedlicher Religionsgemeinschaften.